# Periscyphis besi
Periscyphis besi är en kräftdjursart som beskrevs av Barnard 1941. Periscyphis besi ingår i släktet Periscyphis och familjen Eubelidae. Inga underarter finns listade i Catalogue of Life.